# Mark Revniaga
Mark Revniaga (* 28. September 1998 in Naharija) ist ein israelischer Eishockeyspieler lettischer Herkunft, der seit 2018 bei den Northern Colorado Eagles in der Western States Hockey League unter Vertrag steht. Sein Vater Eduard war ebenfalls israelischer Eishockeynationalspieler.

## Karriere
Mark Revniaga, der aus der nordisraelischen Stadt Naharija am Mittelmeer stammt, begann seine Karriere als Eishockeyspieler beim HC Ma’alot, für den er bereits als 14-Jähriger in der israelischen Liga debütierte. 2016 wechselte er in die Vereinigten Staaten, wo er je ein Jahr bei den Point Mallard Ducks aus der drittklassigen Juniorenliga NA3HL und dem New York Apple Core aus der Eastern Junior Hockey League auf dem Eis stand. Seit 2018 spielt er für die Northern Colorado Eagles in der Western State Hockey League.

### International
Im Juniorenbereich spielte Revniaga für Israel bei den U18-Weltmeisterschaften 2014, 2015 und 2016 und den U20-Weltmeisterschaften 2016, als er gemeinsam mit dem Neuseeländer Oliver Hay drittbester Scorer nach seinen Landsleuten Roey Aharonovich und Ilya Spektor sowie zweitbester Torschütze nach Spektor war, 2017 und 2018, als er als Torschützenkönig und Topscorer auch zum besten Stürmer des Turniers und besten Spieler seiner Mannschaft gewählt wurde und mit seinen Leistungen maßgeblich zum Aufstieg der Israelis in die Division II beitrug, jeweils in der Division III.
Mit der Herren-Nationalmannschaft spielte Revniage erstmals im November 2015 beim Qualifikationsturnier für die Olympischen Winterspiele 2016 in Pyeongchang. Zudem spielte er bei der Weltmeisterschaft 2018 in der Division II.

## Erfolge und Auszeichnungen
- 2018 Aufstieg in die Division II, Gruppe B, bei der U20-Weltmeisterschaft der Division III
- 2018 Bester Stürmer, Torschützenkönig und Topscorer bei der U20-Weltmeisterschaft der Division III